# Usáma Ibn Munkiz
Usáma Ibn Munkiz (arabsky أسامة بن منقذ‎ )
(4. července 1095 – 16. listopadu 1188) byl arabský emír ze severní Sýrie, válečník, politik, dvořan, spisovatel. Jeho nejznámější dílo nese titul Kitab al-I'tibar (česky Kniha zkušeností arabského bojovníka s křižáky).

## Život
Narodil se ve městě Šajzar poblíž Antiochie, dva roky před vpádem prvních křižáků do Sýrie, do rodiny bohatého feudála. Své mládí strávil na dvoře v Damašku, později pobýval na fátimovském dvoře v Káhiře. Za svého života vykonal několik cest, a to nejen ke svatým místům v Mekce a Medíně, ale navštívil i Bagdád a Isfahán a dokonce i pobýval jistý čas v Jeruzalémě mezi křižáky. Zemřel rok po bitvě u Hattínu, kde byli křižáci poraženi vojskem Saladina.

## RukopisKitab al-itibar
Vše, co zažil, viděl a slyšel, zapsal na konci svého života v knize nazvané Kitab al-itibar, tedy doslova Kniha poučení se skrze exempla. Tato kniha je v arabské literatuře jedinečná tím, že se v ní autor snaží vytěžit hlubší smysl z vlastních zážitků, čímž nastavuje zrcadlo sobě a své době. V těchto svých pamětech jsou křižáci vykresleni jako opravdoví barbaři a nevěřící. „Nemají žádnou z lidských vlastností, kromě statečnosti,“ píše na jedné stránce. „Jinak jsou ovládáni divokými pudy a nečestnou ničemností.“ Usámovy Paměti obsahují také řadu příkladů hrubosti křižáckých mravů. Přesto však uznává, že jsou ochotni dobré mravy přijmout. „Mezi Franky jsou někteří, kteří přijali mravy naší země a sžili se s muslimy. Takoví jsou lepší než ti, kteří přišli nedávno ze své země.“ Nejen tyto příklady, ale i řada dalších epizod ze všedního života ukazuje, že nenávist proti křižákům nebyla nenávistí rasovou, nýbrž vznikala z kulturních a náboženských rozdílů.